# Liga Portuguesa de Futebol Profissional
La Liga Portugal, per esteso Liga Portuguesa de Futebol Profissional, è l’organizzazione che gestisce il calcio professionistico portoghese. Fu fondata nel 1978.
Le manifestazioni organizzate sono la Liga Portugal 1, la Liga Portugal 2 e la Taça da Liga, oltre al campionato giovanile.
La lega è membro di European Leagues.

## Organico della Lega
L'organico della LFP corrisponde alle 34 società iscritte alla Liga Portugal 1 e alla Liga Portugal 2, un numero inferiore a quello complessivo delle partecipanti ai due tornei a causa della presenza di qualche squadra riserve. 

## Collegamenti
- Sito ufficiale